# Комитет S-1
Комитет S-1 или Урановый комитет (англ. S-1 Uranium Committee) — подкомитет Национального комитета оборонных исследований, преемник Уранового комитета Бриггса, предшественник Манхеттенского проекта.

## Начало Второй мировой войны
Беспокойство по поводу недавних работ по делению атомного ядра и их возможного военного применения побудило Альберта Эйнштейна и Лео Силарда летом 1939 года написать письмо тогдашнему президенту США Франклину Рузвельту. Письмо было подписано Эйнштейном 2 августа 1939 года, но его доставка задержалась из-за вторжения германских войск в Польшу и начала Второй мировой войны. В конце концов 11 октября 1939 года оно было вручено Рузвельту экономистом Александром Саксом при личной встрече. В письме Эйнштейн сообщал о существовании германской ядерной программы и предупреждал о вероятной работе германских ученых над урановой атомной бомбой, а также советовал США незамедлительно озаботиться поиском источников урана и исследованиями в области ядерного оружия. В это время США придерживались нейтралитета во Второй мировой войне.
В то время в университетах и лабораториях США уже велись исследования радиоактивного распада урана. Альфред Ли Лумис финансировал работы Эрнеста Лоуренса в Радиационной лаборатории в Беркли и Энрико Ферми в Колумбийском университете. Вэнивар Буш проводил подобные исследования в Институте Карнеги в Вашингтоне. После съезда Американского физического общества 29 апреля 1940 года газета «The New York Times» сообщала, что участники съезда всерьез обсуждали «вероятность того, что какой-нибудь ученый взорвет существенную часть планеты небольшим количеством урана».

## Урановый комитет Бриггса
Под влиянием письма Рузвельт поручил тогдашнему директору Национального бюро стандартов Лайману Бриггсу без огласки сформировать комитет по урану. Первое заседание комитета состоялось 21 октября 1939 г. в Вашингтоне, на нем было принято решение выделить 6 тыс. долларов на финансирование экспериментов Ферми и Силарда с нейтронами в Колумбийском университете.
Также были определены наиболее важные направления работ по урану:
- Нахождение надежных источников урановой руды в регионах, где ее добыче не смогут воспрепятствовать другие государства.
- Разработка промышленных методов получения урана-235 и плутония.
- Создание урановых атомных бомб.
- Использование управляемых ядерных реакций для нужд энергетики и синтеза изотопов.